# Buire-Courcelles
Buire-Courcelles település Franciaországban, Somme megyében. Lakosainak száma 219 fő (2022. január 1.). Buire-Courcelles Bussu, Cartigny, Doingt, Driencourt, Templeux-la-Fosse és Tincourt-Boucly községekkel határos.

## Népesség
A település népességének változása:
| Lakosok száma | 245  | 242  | 234  | 227  | 222  | 217  | 218  | 219  |
|               | 2013 | 2015 | 2017 | 2018 | 2019 | 2020 | 2021 | 2022 |